# Église de Kish
L'église de Kish (arménien : Քիշի Եկեղեցի; géorgien : გიშის ეკლესია) est une église des XIIe siècle ou XIIIe siècle située dans le village de Kish à 5 kilomètres de la ville de Shaki sur le territoire de l'actuel Azerbaïdjan.
Pendant différentes périodes le culte de l'Église albanienne y était desservi. C'était alors une Église Chalcédoniste au sein du Catholicossat-Patriarcat de toute la Géorgie. Plus tard elle fut rattachée à l'Église apostolique arménienne.
Elle devint un musée, après restauration en 2003.

## Historique

### Généralités
Selon l'historien arménien, Movses Kaghankatvatsi, au Ier siècle de notre ère, Saint-Elisée, disciple de Thaddée d'Édesse, vécut dans le village de Kish où il construisit une église et prêcha le christianisme. Bientôt l'Église devint un lieu de prière et de prédication des gens de la région. Près du village de Kish, Saint-Elisée fut tué par des inconnus près d'un autel païen.
À l'époque où les Russes arrivèrent dans le Caucase, Kish devint un des villages dont les habitants s'appelaient des Oudis.
Selon Robert H. Hewsen, il semble que la langue oudine ait survécu dans la région jusqu'au XIXe siècle. Ceci bien que de nombreux Arméniens se fussent installés près du village, fuyant les invasions turco-mongoles. Les arméniens furent encore plus nombreux à s'installer lorsque, au début du XIXe siècle, les Russes s'y installèrent également en nombre.

### Aspects cultuels
Pendant différentes périodes le culte de l'Église albanienne y était desservi,,,,,,. C'était alors une Église Chalcédoniste au sein du Catholicossat-Patriarcat de toute la Géorgie. Plus tard elle fut rattachée à l'Église apostolique arménienne.

## Recherches
En 2000-2003, le Ministère des Affaires étrangères de Norvège finança un projet commun de l'Université d'Azerbaïdjan (faculté d'architecture) et d'une association humanitaire norvégienne en vue réaliser des fouilles archéologiques et la restauration de l'Église de Kish. Le Dr Vilayat Kérimov, de l'Université de Bakou, avec le concours de l'archéologue J. Bjonar Storfjell, directeur du centre Thor Heyerdahl en Angleterre fit réaliser une datation par le carbone 14 de divers objets trouvés à l'endroit des fouilles. Cette recherche a démontré que ceux trouvés au lieu de culte sous l'autel dataient de 3 000 ans av. J.-C., tandis que le bâtiment de l'église elle-même datait des environs du XIIe siècle soit vers les années 990 à 1160 apr. J.-C..
Il n'est pas possible que le bâtiment actuel date de l'époque de Saint-Élisée au Ier siècle apr. J.-C. Mais les recherches archéologiques démontrent que son emplacement était déjà voué au culte à une époque antérieure très ancienne. Il est peu probable qu'un personnage, tel que Saint-Élisée, eut construit une église dans le sens qui est donné aujourd'hui à ce mot. Si ce personnage historique a existé, il est probable qu'il ait plutôt construit simplement un autel, ou qu'il ait utilisé l'autel qui préexistait pour des cérémonies de culte païen.
J. Bjonar Storfjell estime, dans la revue Azerbaijan International, qu'il existe des preuves formelles que cette église fut construite comme édifice consacré par des fidèles du Dyophysisme chrétien. Les fouilles démontrent, que dans l'église sont conservées des traces de deux périodes d'occupations, et que deux niveaux de sol se superposent. Selon Stourfiélou, l'étude de l'architecture de l'abside de l'église primitive démontre qu'il s'agissait d'un culte lié au Dyophysisme chrétien. Comme le Catholicossat-Patriarcat de toute la Géorgie était la seule église dyophysiste du Caucase à l'époque du Moyen Âge, on peut supposer qu'elle fut construite comme édifice du Catholicossat-Patriarcat de toute la Géorgie, et ensuite seulement occupée par des monophysites,. J. Bjonar Storfjell estime que l'opinion émise par Farida Mammadova suivant laquelle l'Église du village de Kish aurait été élevée au Ier siècle ne peut être retenue au point de vue scientifique, qu'elle n'est absolument pas confirmée par les archéologues, et que les édifices les plus anciens de cette nature remontent au plus tôt au IIIe siècle et qu'il s'agit donc d'une légende transmise par voie orale qui ne peut en aucune manière être confirmée par des scientifiques.
Dans un village proche à Nij (Azerbaïdjan) une restauration a été entreprise mais la Norvège n'a pas poursuivi son financement à la suite des problèmes posés après la Guerre du Haut-Karabagh entre les communautés religieuses différentes Ourdis et Azéris.

## Photos

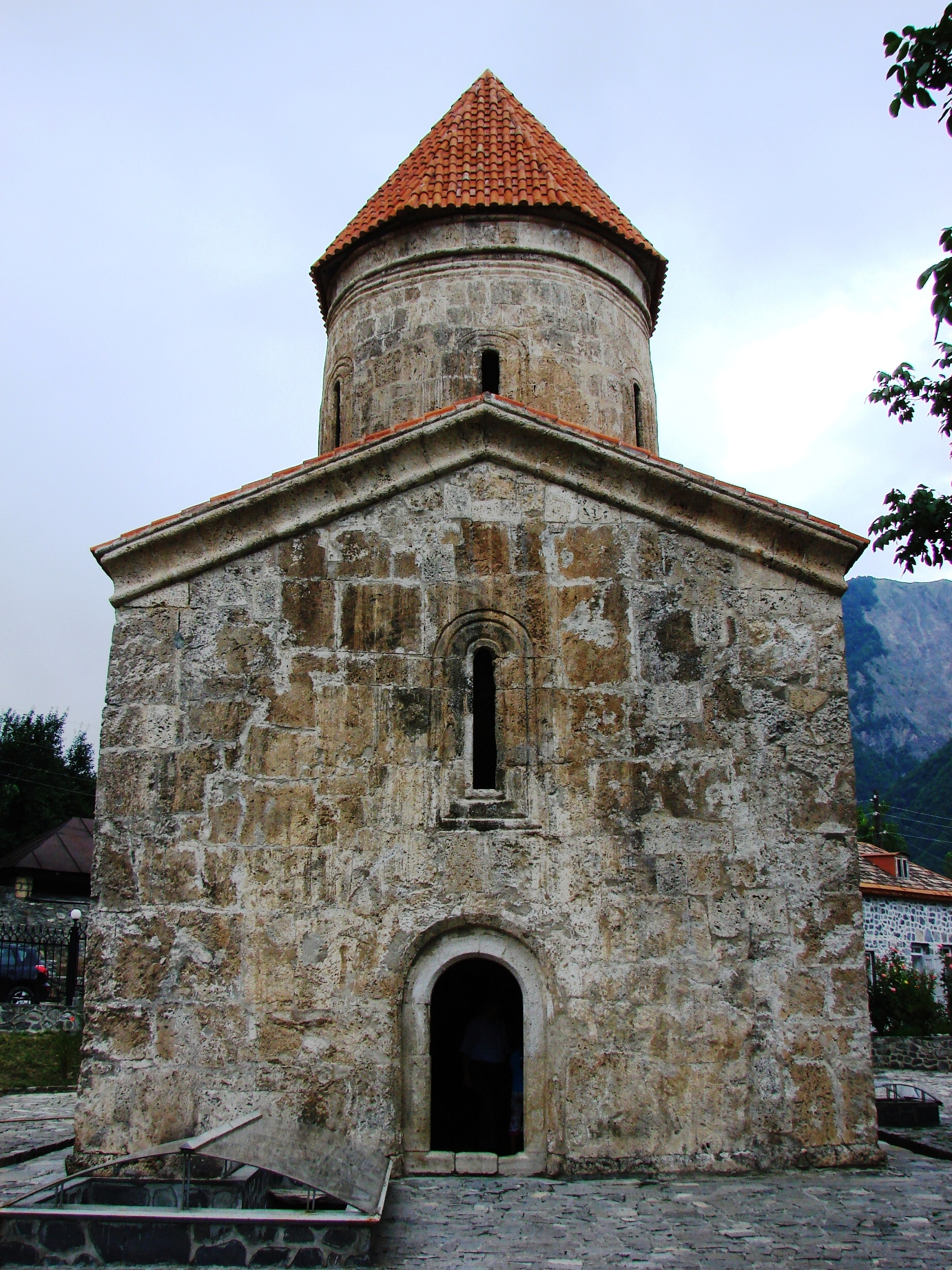
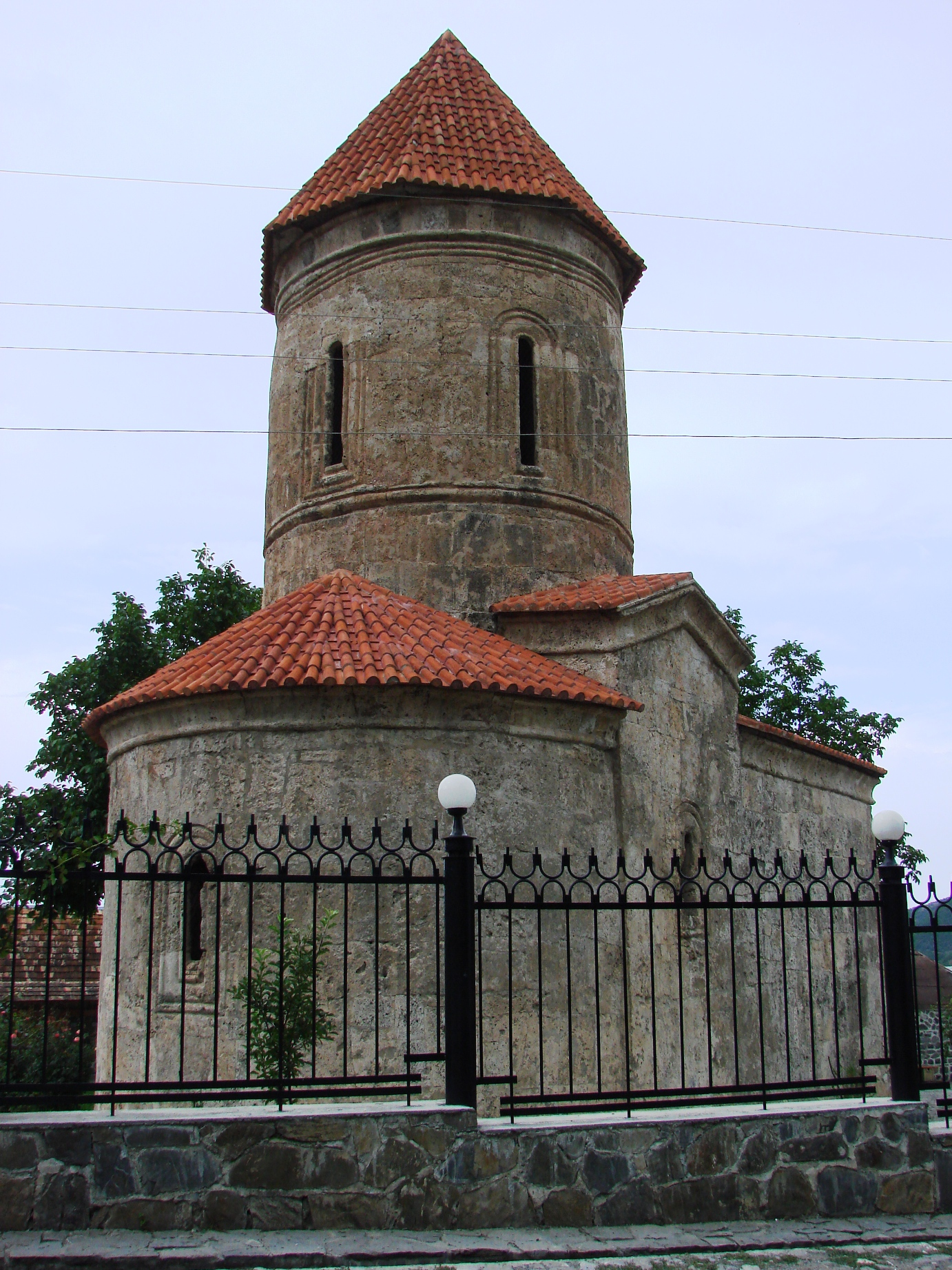
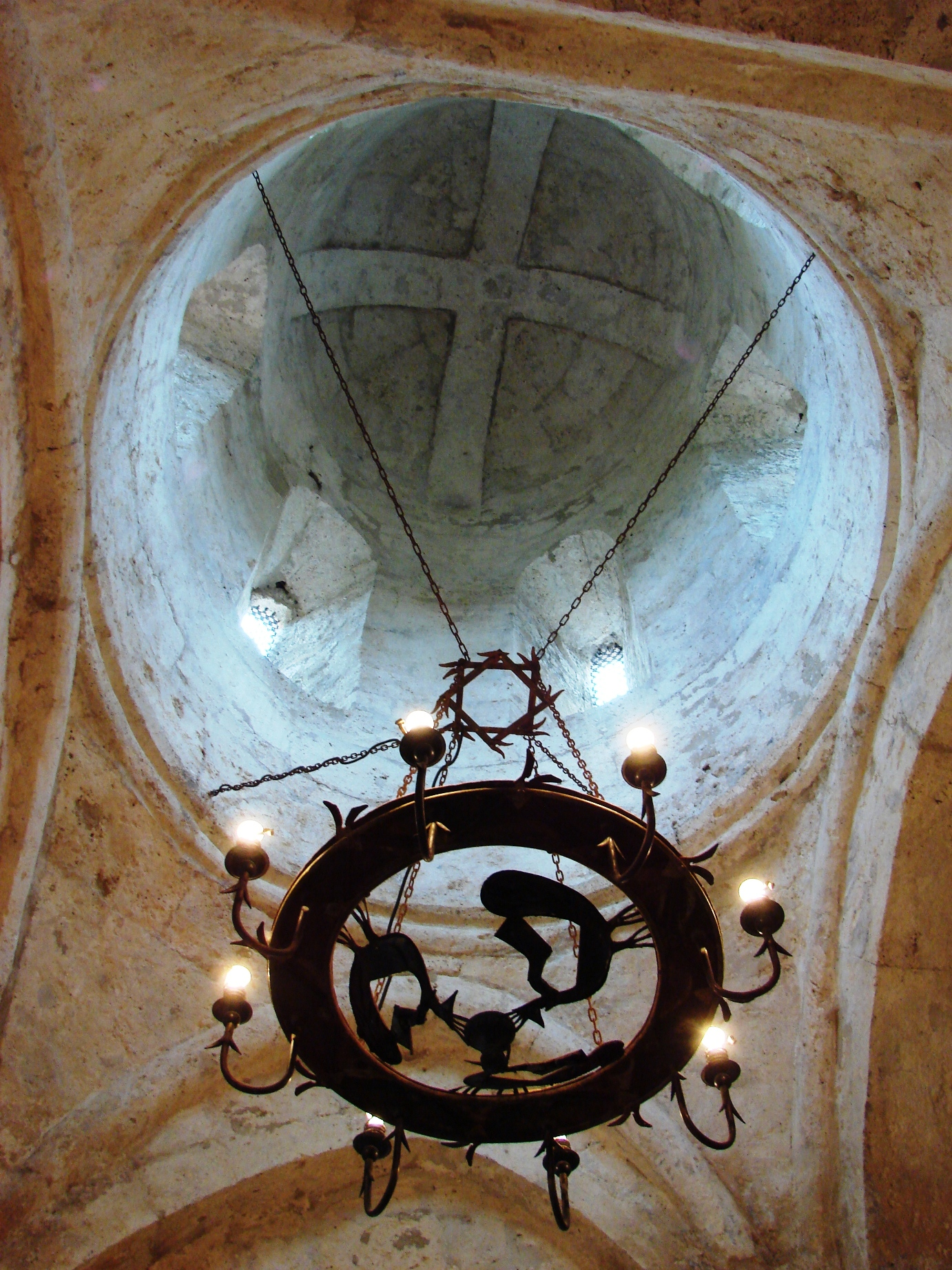
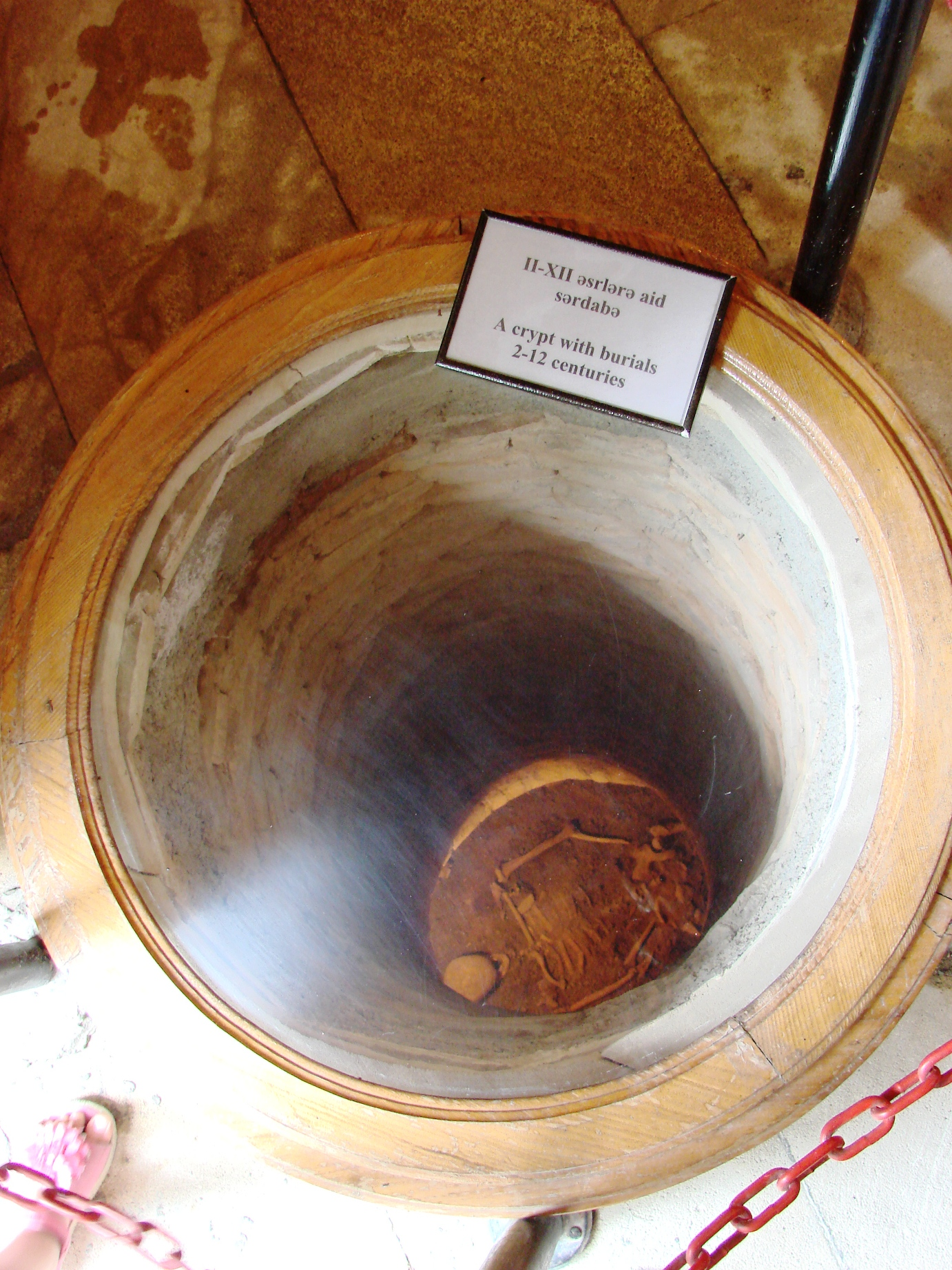
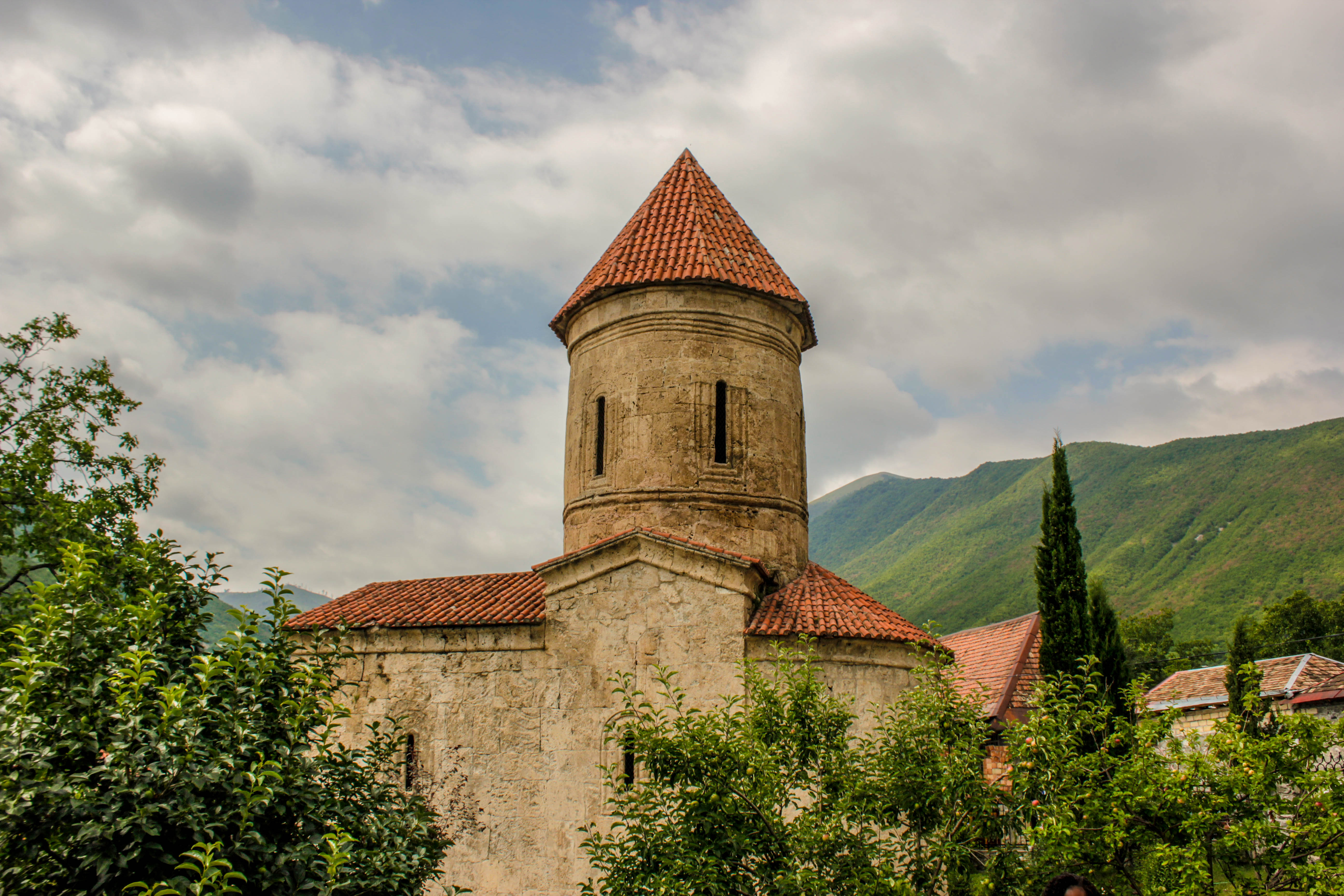